# Voldemaras Novickis
Voldemaras Novickis (rus: Вальдемар Александрович Новицкис)  (Kalesninkai, 22 de febrer de 1956 - Kaunas, 31 de gener de 2022) fou un jugador d'handbol lituà que va competir sota bandera soviètica durant les dècades de 1970 i 1980.
El 1980 va prendre part en els Jocs Olímpics d'Estiu de Moscou, on guanyà la medalla de plata en la competició d'handbol. Vuit anys més tard, als Jocs de Seül, guanyà la medalla de d'or en la mateixa competició.
En el seu palmarès també destaquen dues medalles al Campionat del món d'handbol, de plata el 1978 i d'or el 1982.
A nivell de clubs jugà bona part de la seva carrera esportiva al Granitas Kaunas (1974-1993), excepte les temporades 1988-1989 que jugà al BM Málaga i la 1989-1990 que ho va fer al VfL Bad Schwartau d'Alemanya. Guanyà la Copa IHF la temporada 1986-1987 i la Bundesliga 2 el 1990.
Una vegada retirat, el 1993, passà a exercir d'entrenador del Granitas Kaunas.
Va morir de càncer el 31 de gener de 2022.